# 袁宗皋
袁宗皋（1455年—1521年），字仲德。湖廣石首人。明代官員。

## 生平
出生於石首城南郊（今高基庙镇肖家岭），成化十九年癸卯（1483年），与其弟袁宗夔皆中举人，弘治三年（1490年）中式庚戌科會試第二百三十五名，三甲第五十六名進士。被選充興王幕府（湖北钟祥，朱祐杬的住所）長史。正德十六年（1521年），明武宗驾崩，袁宗皋隨朱厚熜入燕京继皇帝位。在京师城外，礼部具仪请如皇太子即位礼，朱厚熜對袁宗皋說：“遺詔以我嗣皇帝位，非皇子也。”嘉靖即位後，封吏部左侍郎兼翰林院学士，再升禮部尚書兼文淵閣大學士，入贊機務，人稱「袁閣老」。正德十六年九月病故，赠太子少保，谥荣襄。葬于白莲湖北岗地（今高基庙镇桥堰堤村10组花园咀）。

## 家族
曾祖袁壽先；祖父袁思明，封御史；父袁愷，廣東左布政使。母汪氏（封孺人）。严侍下。弟袁宗夔（贡士）、宗稷、宗契、宗尹、宗望、宗龍。